# Blacus annulicornis
Blacus annulicornis är en stekelart som beskrevs av Haeselbarth 1974. Blacus annulicornis ingår i släktet Blacus och familjen bracksteklar. Inga underarter finns listade.